# Thomas Müller (judoka)
Thomas Müller (ur. 7 kwietnia 1966, zm. 3 września 2022) – wschodnioniemiecki, a potem niemiecki judoka.
Zajął siódme miejsce na mistrzostwach świata w 1989. Startował w Pucharze Świata w 1989 i 1992. Złoty medalista mistrzostw Europy w 1992 i srebrny w 1989. Trzeci na MŚ juniorów w 1986. Mistrz Niemiec w 1991 roku.